# Военно-Сухумская дорога
А-155 Вое́нно-Суху́мская доро́га — историческое название военной дороги через Главный Кавказский хребет, соединяющей города Черкесск (Карачаево-Черкесия) и Сухум (Абхазия).

## История
Часть Военно-Сухумской дороги называлась «турецкой тропой», которая как караванный путь была известна с древнейших времен. В VIII в. по ней в Аланию вторглись арабы. Этот караванный путь изображен на венецианской карте-схеме XIV в.
Проект строительства колёсной дороги родился в 1850-х годах, а железной дороги в 1890-х годах. Геологические исследования вдоль дороги были проведены в 1895 году под руководством И. В. Мушкетова. Основной целью было строительство железной дороги с тоннелем через Главный Кавказский хребет от станции Невинномысская до Сухуми. 
Строительство дороги было начато в 1894 году и окончательно завершено в 1903 году. Дорога соединила станицу Баталпашинскую (ныне город Черкесск) и Сухум.
В годы гражданской войны в России (1917−1922/1923) дорога стала местом схваток противоборствующих сторон. Для автомобильного движения дорогу пытались использовать лишь в годы Великой Отечественной войны. С 1946 года не используется как автомобильная дорога. В советские времена дорога получила известность как интересный туристический маршрут, так как вокруг дороги на территории Абхазии находится большое количество памятников древней архитектуры.
Железная дорога не построена до сих пор.

## Современное состояние
Длина 337 км. Проходит через город Карачаевск, горный курорт Теберду и далее по Гоначхирскому ущелью вдоль реки Клухор. Последним пунктом на дороге со стороны Карачаево-Черкесии ранее была турбаза «Северный приют», полностью исчезнувшая в начале 1990-х годов. Затем 13-километровый участок дороги пересекает Большой Кавказский хребет по Клухорскому перевалу и выходит к базе «Южный приют» в Кодорском ущелье Абхазии. Далее дорога идёт вдоль реки Клыч до первого населённого пункта со стороны Абхазии после перевала — сванского села Омаришара. Затем дорога идет по Кодорскому ущелью, вдоль реки Большая Мачара, и выходит на Черноморское шоссе в трёх километрах южнее Сухума. 
Со стороны Карачаево-Черкесии большей частью дорога асфальтирована (170 км). Асфальтированная дорога заканчивается в ущелье Северного Клухора недалеко от метеостанции. Со стороны Абхазии дорога (53 км) большей частью не асфальтирована.
Самый высокогорный участок дороги — Клухорский перевал (2781 м). Участок, ведущий через Клухорский перевал, в настоящее время не приспособлен для автомобильного движения, а в перевальной части стал практически непроходим и для пешеходов из-за оползней и размывов. Для пешеходов и вьючных животных существует обходная тропа по левому берегу Северного Клухора. Транспортное сообщение по Военно-Сухумской дороге зависит от погоды на этом участке. Зимой здесь часты снежные заносы и сходы лавин. После вооружённого грузино-абхазского конфликта 1992—1993 гг., а также установления режима государственной границы, сквозное движение по дороге закрыто, пограничная зона со стороны России начинается у моста через реку Китче-Муруджу.

## Восстановление дороги
С инициативой восстановления дороги и строительства отдельных её участков для использования автомобильным транспортом выступили руководители Абхазии (Сергей Багапш) и Карачаево-Черкесии (Мустафа Батдыев).
В 2010 году средства массовой информации сообщали, что рассматривается два варианта восстановления автомобильного движения между Карачаево-Черкесией и Абхазией, причём оба, для сохранения круглогодичного движения, предусматривают строительство тоннелей. Первый из них предполагает прокладку тоннеля длиной более 12 км в подошве Клухорского перевала (то есть примерно по маршруту ныне существующей дороги), второй — устройство дороги через Архыз. Предполагается, что новая дорога станет платной. Вариант через Клухорский перевал позже был отклонён по экологическим соображением, так как он нарушал режим Тебердинского заповедника и был предложен вариант через перевал Нахар.
Руководство Абхазии выступает против строительства Военно-Сухумской дороги, аргументируя данное решение экологическими проблемами.

### Планы по восстановлению всей дороги

#### Экономические аспекты
Многие эксперты и в России и в Абхазии выражают экономический скептицизм в отношении строительства дороги. Такой подход разделяет абхазский бизнесмен, бывший депутат парламента Абхазии Беслан Бутба:

Нам такую дорогу на Северный Кавказ нельзя строить, рано пока строить. Мы слабое государство, мы не сможем эксплуатировать эту дорогу. Я думаю, что эта дорога преждевременна. Когда мы будем сильным государством, когда у нас будут правильно работать правоохранительные органы, можно будет думать об этой дороге. Сейчас Абхазии не стоит вкладывать в это деньги.

Аналогичную позицию занимают и некоторые российские эксперты, которые считают данный проект экономически нерентабельным, поскольку Абхазия — «тупиковое» в транспортном отношении государство.

#### Политические аспекты
Проект строительства Военно-Сухумской дороги вызвал негативную реакцию с грузинской стороны. Член грузинского «правительства Абхазии в изгнании» Котэ Кучухидзе заявил, что это «ещё одна попытка оккупации территорий Грузии со стороны России».
Военно-Сухумский тракт нужен и для стратегических целей, в качестве запасного маршрута из России в Абхазию. До сих пор из России в Абхазию проходит единственный сухопутный путь — через Сочи (Краснодарский край РФ). Аналогичная ситуация и с Южной Осетией. Там планируется строительство запасного пути через Мамисонское ущелье.
Абхазия в силу сложившихся обстоятельств и общей границы с Карачаево-Черкесской республикой может стать основным и стратегическим партнером КЧР. Именно Республика Абхазия может предоставить КЧР реальную перспективу выйти из транспортного тупика, получить прямой выход к морю, что является насущной потребностью.

#### Экологические аспекты
Маршрут Военно-Сухумской дороги проходит через заповедные территории и используется для горного туризма. Появление в данной местности тяжёлой строительной техники, взрывы при разработке горных пород, и последующее автомобильное движение нанесло бы экологический ущерб Тебердинскому заповеднику.

#### Культурные аспекты
На протяжении многих тысячелетий Клухорский перевальный путь, в древности известный под названием «Турецкая тропа», получивший в XIX веке наименование Военно-Сухумской дороги, играл важную роль в экономике и культурных связях народов, обитавших по обе стороны Главного Кавказского хребта, в особенности абазин и абхазов. Перевалом могли воспользоваться также и враги для вторжения в Абхазию с Северного Кавказа. Все это способствовало возникновению вдоль дороги большого числа памятников древнего зодчества, и в первую очередь крепостей и храмов. Это был основной караванный путь, связывающий Колхиду с Каспием. Как туристический маршрут он остается популярным. Военно-Сухумская дорога очень живописна.

## Галерея

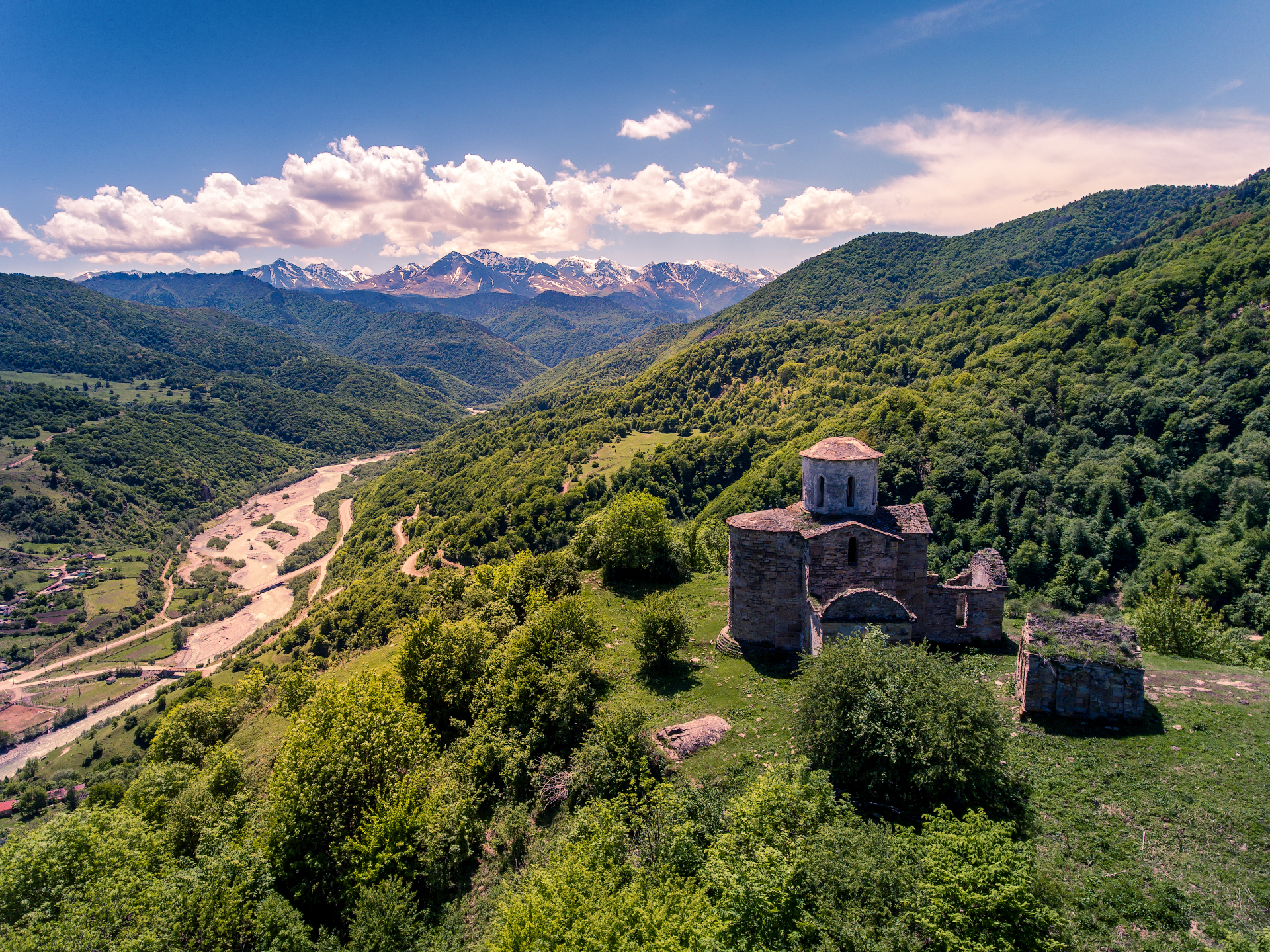
В районе Сентинского храма, X век
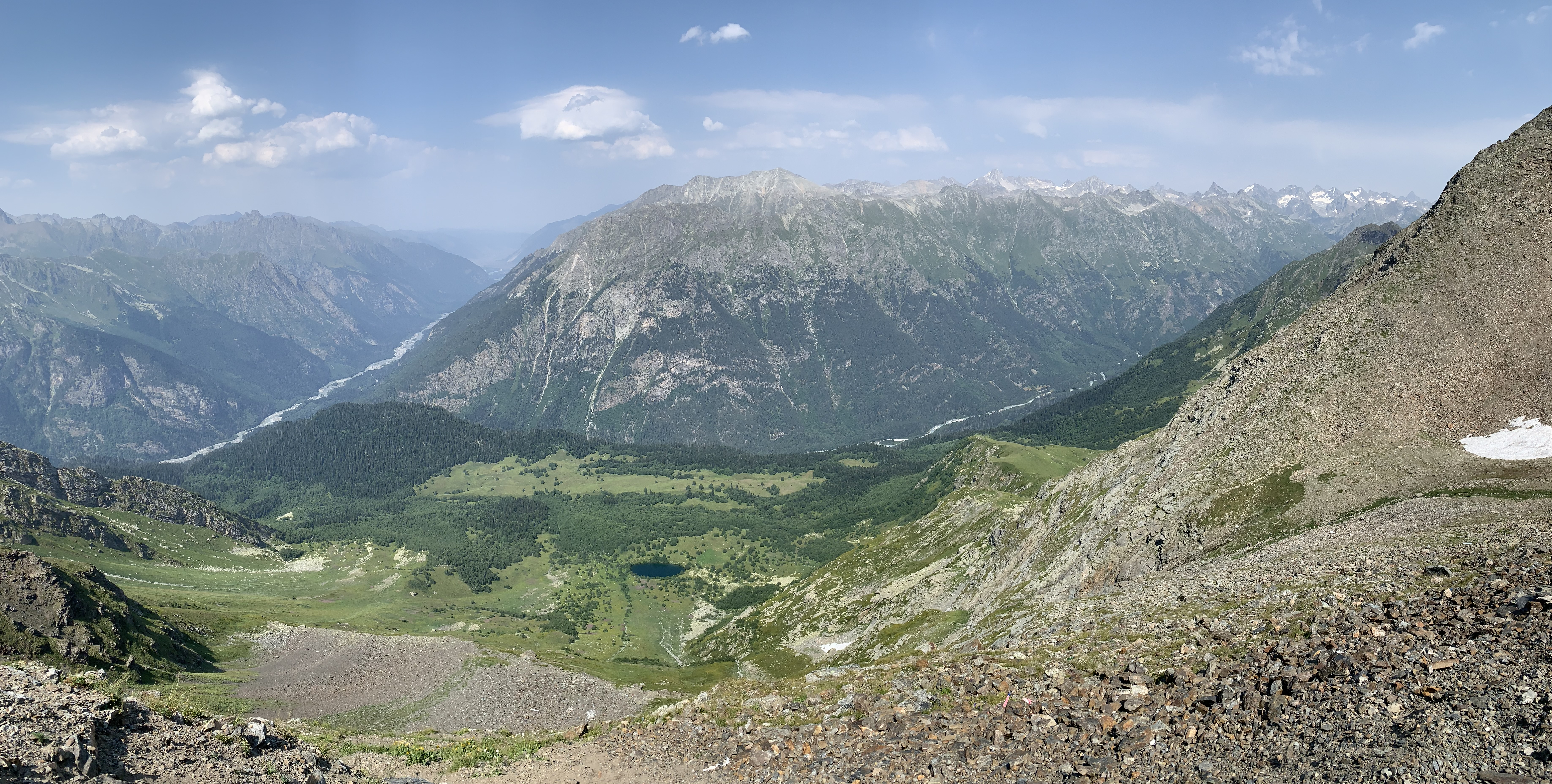
Дорога проходит вдоль рек Теберда и Гоначхир